# Transit Palace
Pour les articles homonymes, voir Last Resort.
Pour plus de détails, voir Fiche technique et Distribution.
Transit Palace (Last Resort) est un film britannique réalisé par Paweł Pawlikowski, sorti en 2000.

## Fiche technique
- Titre original : Last Resort
- Titre français : Transit Palace
- Réalisation : Paweł Pawlikowski
- Scénario : Paweł Pawlikowski et Rowan Joffe
- Pays d'origine : Royaume-Uni
- Format : Couleurs - 35 mm - Dolby
- Genre : Film dramatique, Film romantique
- Durée : 73 minutes
- Date de sortie : 2000

## Distribution
- Dina Korzun : Tanya
- Artyom Strelnikov : Artyom
- Paddy Considine : Alfie
- Steve Perry : Les
- Perry Benson : Officier de l'immigration
- Katie Drinkwater : Katie
- Dave Bean : Frank